# Przegląd Łączności
Przegląd Łączności – polski miesięcznik o tematyce wojskowej, ukazujący się w latach 1938-1939 po tym jak zamknięto „Przegląd Wojskowo-Techniczny”.
Redaktorem przeglądu był mjr Stefan Śliwowski.
Członkami komitetu redakcyjnego byli: płk Józef Wróblewski, płk Stanisław Kijak, ppłk dypl. Józef Łukomski, ppłk Jan Stanisław Kaczmarek, ppłk Władysław Malinowski, ppłk inż. Kazimierz Gaberle, mjr dypl. art. Juliusz Jakub Jan Filipkowski, mjr dypl. Władysław Jamka, mjr Kazimierz Korasiewicz, kpt. Jerzy Ludwik Kisielewski, rtm. dypl. Mieczysław Fiedler, kpt. dypl. obs. Franciszek Kalinowski i kpt. Roman Gilewski.
Ogółem ukazało się 20 numerów tego pisma.
Autorem prac opublikowanych na łamach przeglądu był między innymi ppłk Zdzisław Jarosz-Kamionka.